# Лара (Монсан)
Лара (порт. Lara) — район (фрегезия) в Португалии, входит в округ Виана-ду-Каштелу. Является составной частью муниципалитета Монсан. По старому административному делению входил в провинцию Минью. Входит в экономико-статистический субрегион Минью-Лима, который входит в Северный регион. Население составляет 355 человек на 2001 год. Занимает площадь 5,33 км².